# Scarabaeus piliventris
Scarabaeus piliventris är en skalbaggsart som beskrevs av Zur Strassen 1962. Scarabaeus piliventris ingår i släktet Scarabaeus och familjen bladhorningar. Inga underarter finns listade i Catalogue of Life.